# 云南瓦理棕
云南瓦理棕（学名：Wallichia mooreana）为棕榈科瓦理棕属下的一个种。

## 扩展阅读
維基物種上的相關：云南瓦理棕